# Dendrobium habbemense
Dendrobium habbemense är en orkidéart som beskrevs av Pieter van Royen. Dendrobium habbemense ingår i släktet Dendrobium, och familjen orkidéer. Inga underarter finns listade i Catalogue of Life.